# Braskens bro

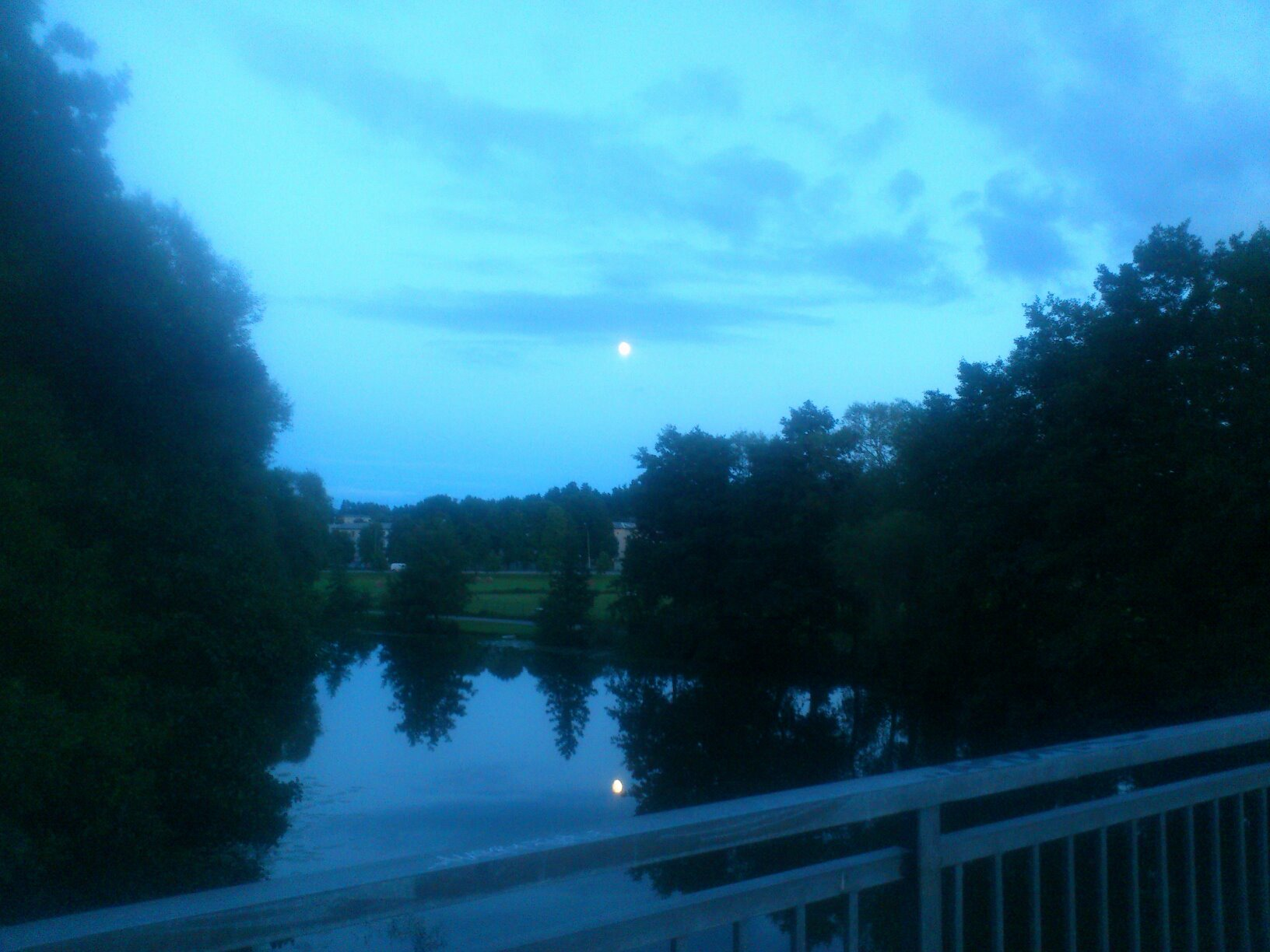
Braskens bro

Braskens bro är en bro i Linköping och löper över Stångån och Kinda kanal. Söderleden går över denna bro strax innan den mynnar ut på Åtvidabergleden. Bron har fått sitt namn efter biskop Hans Brask som var Linköpings stifts siste katolske biskop.